# シオーグ＝サント＝マリー
シオーグ＝サント＝マリー （Siaugues-Sainte-Marie）は、フランス、オーヴェルニュ＝ローヌ＝アルプ地域圏、オート＝ロワール県のコミューン。

## 歴史
シオーグ＝サント＝マリーの名は、1974年にシオーグ＝サン＝ロマン（Siaugues-Saint-Romain）とサント＝マリー＝デ＝シャズ（Sainte-Marie-des-Chazes）の2つのコミューンが合併した結果である。後者のコミューンはフランス革命後の国民公会時代、マリー＝ペニブル（Marie-Pénible）と改名させられていた。

## 人口統計
| 1962年 | 1968年 | 1975年 | 1982年 | 1990年 | 1999年 | 2006年 | 2012年 |
| ------ | ------ | ------ | ------ | ------ | ------ | ------ | ------ |
| 905    | 883    | 1012   | 954    | 832    | 798    | 796    | 792    |

source=1999年までLdh/EHESS/Cassini、2004年以降INSEE

## 史跡
- サン・ロマン城
- サント・マリー・デ・シャズ礼拝堂 - アリエ河岸の玄武岩の崖の下に位置するロマネスク様式の礼拝堂。
- 玉座の聖母 - 11世紀に作られた木製の多彩色像。